# Julian Chartier
Julian Chartier (13 de julio de 1999) es un deportista francés que compite en gimnasia en la modalidad de trampolín.
Ganó dos medallas en el Campeonato Mundial de Gimnasia en Trampolín, en los años 2022 y 2023, y dos medallas en el Campeonato Europeo de Gimnasia en Trampolín, en los años 2021 y 2024.

## Palmarés internacional
| Campeonato Mundial | Campeonato Mundial       | Campeonato Mundial | Campeonato Mundial |
| Año                | Lugar                    | Medalla            | Prueba             |
| ------------------ | ------------------------ | ------------------ | ------------------ |
| 2022               | Sofía (Bulgaria)         | Medalla de plata   | Equipo             |
| 2023               | Birmingham (Reino Unido) | Medalla de oro     | Equipo             |
| Campeonato Europeo |                          |                    |                    |
| Año                | Lugar                    | Medalla            | Prueba             |
| 2021               | Sochi (Rusia)            | Medalla de bronce  | Equipo             |
| 2024               | Guimarães (Portugal)     | Medalla de oro     | Equipo             |